# Margaretha Lindahl
Margaretha Lindahl (n. 20 octombrie 1974, Sveg, Comitatul Jämtland, Suedia) este o jucătoare de curl ce a reprezentat Suedia, medaliată olimpică. A participat la o ediție a Jocurilor Olimpice (1998) în care a câștigat o medalie de bronz.

## Participări
Lista de mai jos prezintă principalele competiții la care a participat Margaretha Lindahl de-a lungul carierei.
- curling at the 1998 Winter Olympics[*]